# Daily Mirror
The Daily Mirror er en af Storbritanniens største aviser. Den blev grundlagt 2. november 1903 af Alfred Harmsworth (senere Lord Northcliffe) – som på den tid var ejer af Daily Mail – som "the first newspaper for gentlewomen". Avisen havde kvindelig redaktør, og indeholdt minimalt med nyhedsstof. Satsningen på damer blev en stor fiasko, og avisen blev relanceret som The Daily Illustrated Mirror i 1904 med mandlig redaktør. På den tid lå avisen i Carmelite Street.
Avisen ansatte fotojournalister, som opsøgte dramatiske begivenheder med ordre til at sende billeder hjem til London uanset omkostning og hindringer. Senere fik avisen ry for som en stærk nyhedsavis med særlig god billeddækning, men blev også kritiseret for sine journalistiske metoder. I 1914 passerede oplaget 1 million.